# Claude Louis Hector de Villars
Claude Louis Hector de Villars, prins van Martigues, hertog van Villars en burggraaf van Melun (Moulins, 8 mei 1653 - Turijn, 17 juni 1734) was de laatste grote generaal die onder Lodewijk XIV diende en hij was een van de briljantste commandanten uit de Franse geschiedenis. Tevens was hij een van de zes maarschalken die het tot maarschalk-generaal schopten.

## Biografie

### Vroege carrière
Villars kwam uit een chique, maar arme familie. Zijn vader, markies Pierre de Villars, was diplomaat. Hij nam dienst in het Franse leger in 1671. Twee jaar later wist hij zichzelf te onderscheiden tijdens het Beleg van Maastricht gedurende de Hollandse Oorlog. Na de bloedige Slag bij Seneffe een jaar later werd hij gepromoveerd tot kolonel.
De volgende promotie nam enige tijd in beslag. Hij diende in die tijd onder Turenne, Condé en Luxembourg. In 1687 werd hij uiteindelijk benoemd tot veldmaarschalk. Gedurende drie jaren was hij als diplomaat actief in Beieren tijdens de Liga van Augsburg.

### Spaanse Successieoorlog
Villars had een groot aandeel in deze volgende oorlog, te beginnen met de Slag bij Friedlingen 1702, Höchstadt 1703 en in 1712 de Denain. Voor zijn rol in de slag bij Friedlingen ontving hij het maarschalkschap en voor zijn rol bij het neerslaan van de opstand van de camisards in de Cévennes ontving hij de titel van hertog. Friedlingen en Hochstadt waren onvruchtbare overwinningen, en de campagnes waar zij deel van waren, werden gekenmerkt door gemiste kansen. De glorie van Villars begint in het jaar 1709 toen Frankrijk, blijkbaar hulpeloos, in de zelfverdediging werd gedwongen.
In dat jaar werd er aan hem gevraagd tegenstand te bieden aan prins Eugenius van Savoye en John Churchill, hertog van Marlborough, aan de noordelijke grens. Tijdens de hongersnood van die winter verstrekte hij veel rantsoenen aan zijn soldaten. Hij raakte gewond tijdens de Slag bij Malplaquet. Daarna wist hij zijn grote succes te behalen bij Denain tegen prins Eugenius. In 1714 tekenden Villars en Eugenius van Savoye de Vrede van Rastatt.

### Poolse Successieoorlog
Villars maakte een belangrijk deel uit van de politieke beweging die tegen Guillaume Dubois was gericht. Hij nam voor het laatst deel aan gevechten tijdens de Poolse Successieoorlog. Voor deze oorlog werd hij geëerd met de uitzonderlijke titel maarschalk-generaal; Turenne had deze titel voor hem gedragen. Al vrij kort na het begin van de oorlog stierf hij te Turijn.

## Académie française
In 1714 werd Villars verkozen tot lid van de Académie française.